# Лыки
Лыки (болг. Лъки) — город в Болгарии. Находится в Пловдивской области, входит в общину Лыки. Население составляет 1868 человек (2022).

## Политическая ситуация
Кмет (мэр) общины Лыки — Красимир Славчев Манов (Болгарская социалистическая партия (БСП)) по результатам выборов в правление общины.